# Петров, Максим Васильевич
Макси́м Васи́льевич Петро́в (18 октября 1992, Бобруйск) — белорусский гребец-каноист, выступает за национальную сборную Белоруссии по гребле начиная с 2015 года. Бронзовый призёр чемпионата мира, бронзовый призёр чемпионата Европы, многократный победитель и призёр регат республиканского значения, мастер спорта международного класса.

## Биография
Максим Петров родился 18 октября 1992 года в городе Бобруйске Могилёвской области. Активно заниматься греблей начал с раннего детства, проходил подготовку в бобруйской Специализированной детско-юношеской школе олимпийского резерва и в Республиканском центре олимпийской подготовки по гребным видам спорта. Тренировался под руководством таких специалистов как Ю. Г. Дубик, П. Ф. Яновский, Е. И. Усик. На соревнованиях представляет спортивный клуб Вооружённых сил и Министерство спорта и туризма Республики Беларусь.
Впервые заявил о себе в 2013 году, выиграв молодёжное мировое первенство и получив серебро на молодёжном первенстве Европы.
Первого серьёзного успеха на взрослом международном уровне добился в сезоне 2015 года, когда вошёл в основной состав белорусской национальной сборной и побывал на чемпионате Европы в чешском Рачице, откуда привёз награду бронзового достоинства, выигранную в зачёте одиночных каноэ на дистанции 5000 метров — в финале на финише его обошли только немец Себастьян Брендель и россиянин Павел Петров. Позже отправился представлять страну на чемпионате мира в Милане, где стал бронзовым призёром в одиночках на пятистах метрах, уступив в решающем заезде чеху Мартину Фуксе и представителю Молдавии Олегу Тарновскому, которые заняли первое и второе места соответственно. Принимал участие в первых Европейских играх в Баку, но попасть здесь в число призёров не сумел — занял в километровой дисциплине каноэ-одиночек пятое место.
За выдающиеся спортивные достижения удостоен почётного звания «Мастер спорта Республики Беларусь международного класса».